# Notostira elongata
Espèce
Notostira elongata est une espèce d'insectes du sous-ordre des hétéroptères (punaises), de la famille des Miridae.

## Description

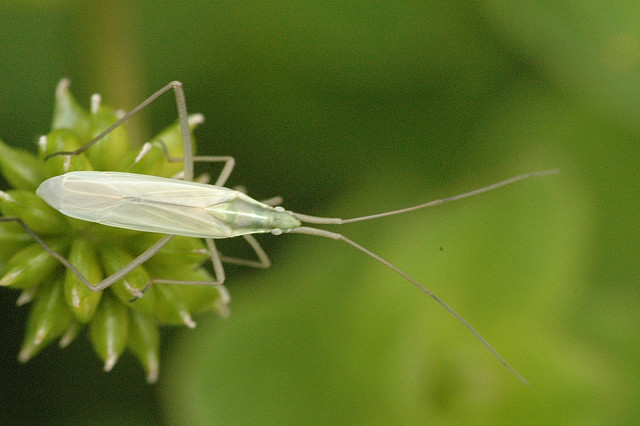
Notostira elongata - femelle, l'été

Notostira elongata mesure environ 9 mm de long sans les antennes. Les tibias postérieurs sont très poilus. Le pronotum et le scutellum ne sont pas ponctués, ce qui le différencie de Stenodema laevigatum.
La coloration varie selon le genre et la saison :
- Les mâles sont noirs avec des bords jaunes[1].
- Les femelles d'été sont vert-jaunâtre et celles d'automne sont brun-rougeâtre, mais deviennent vert-jaunâtre au printemps.

## Biologie
Cette espèce connait deux générations par an. L'hivernation se déroule à l'état adulte.

## Répartition
Notostira elongata est commun en Europe, notamment dans les herbes hautes des prairies.